# Procescyclustest
De Procescyclustest is een blackboxtest.

## Inleiding
De procescyclustest richt zich op de integratie van de administratieve organisatie en het informatiesysteem. Getest wordt of al de "paden" inclusief de verschillende "afslagen" die bij de beslispunten mogelijk zijn, of die ook daadwerkelijk mogelijk zijn. De procescyclustest wordt ontwikkeld gedurende de specificatie fase.
De testbasis moet daarom ook informatie bevatten over het gewenste systeemgedrag in de vorm van paden en beslispunten, of informatie waaruit dit is af te leiden.

## Stappen
1. Identificeren van de testsituaties
2. Opstellen logische testgevallen
3. Opstellen fysieke testgevallen
4. Vaststellen uitgangssituatie.

### Stap 1: identificeren van testsituaties
Om de procescyclustest te kunnen toepassen is in de testbasis een stroomdiagram nodig met daarin alle mogelijke (te testen) paden en beslispunten. Als in de testbasis geen stroomdiagram aanwezig is zal dit alsnog moeten worden opgesteld. Vervolgens moet uit dit diagram de testsituaties worden afgeleid zodat daarmee alle mogelijke paden van begin tot het eind in een test kunnen worden doorlopen. Als na stap 1 een beslispunt komt met de mogelijkheden; Ja (2) of Nee (3), dan zijn 1.2 en 1.3 testsituaties.

### Stap 2: Opstellen Logische testgevallen
Een testgeval wordt gemaakt door op een bepaalde manier door het gehele proces te lopen. In een testgeval kunnen meerdere testsituaties worden opgenomen, maar uiteindelijk zullen alle testsituaties getest moeten worden. De logische testgevallen moeten vervolgens worden uitgeschreven zodat de tester dit later kan volgen.

### Stap 3: Fysieke testgevallen
Om van de logische testgevallen fysieke testgevallen te maken moeten getallen, namen, afdelingen etc. worden toegevoegd. Het geheel moet dus concreet gemaakt worden. Dus niet meer: "een medewerker bestelt een taxi", maar: "Jan Peters belt taxibedrijf De wit om op 16:00 uur in de wittenbachstraat 145 aanwezig te zijn voor een rit naar het vliegveld"

### Stap 4: Vaststellen uitgangssituatie
De basisgegevens moeten in het testsysteem aanwezig zijn om alle paden te kunnen doorlopen. Dus het voorbeeld taxibedrijf "De Wit" moet in de testdatabase zitten. Mogelijk moet hiervoor nog iets extra gebeuren om dit klaar te zetten.